# Штурмманн

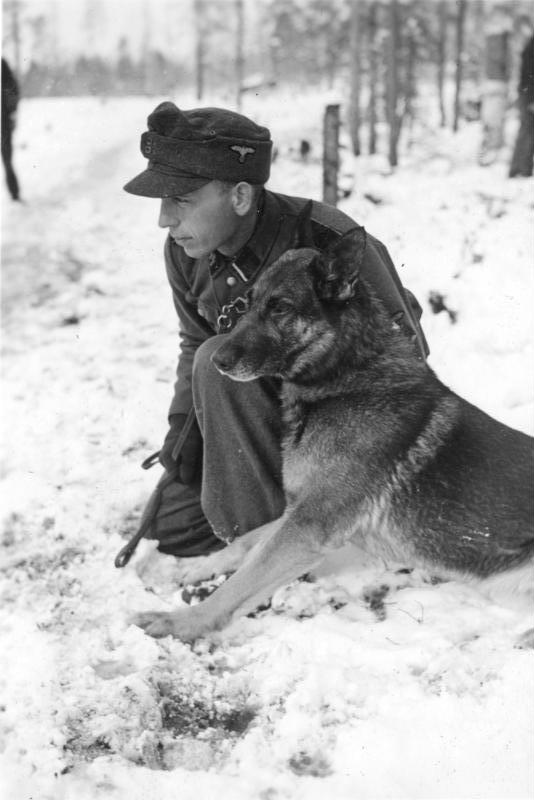
CC-шту́рмманн с немецкой овчаркой на занятии.

Штурмманн (нем. SS-Sturmmann/SA-Sturmmann) — звание в СС и СА. Соответствовало званию Ефрейтор (OR-2) в вермахте.
В переводе слово штурмманн означает «штурмовой солдат». Своё происхождение звание ведёт со времен Первой мировой войны, когда в передовых штурмовых подразделениях (также называемых «ударные войска») создавались штурмовые группы для прорыва фортификационных сооружений противника.
После поражения Германии в 1918 году штурмманнами начинают называть членов полувоенных реваншистских формирований так называемого «свободного корпуса», созданного из бывших военнослужащих, недовольных итогам Версальского мира.
С 1921 года из штурмманнов создают полувоенные организации (будущие СА), для охраны нацистской партии и борьбе с левыми партиями послевоенного периода.
Звание штурмманн присваивалось после службы в рядах СА от 6 месяцев до 1 года при наличии базовых знаний и способностей. Штурмманн является старшим над званием манн, за исключением СС, где в 1941 было отдельно введено звание оберманн, а в войсках СС — звание обершютце.
Знаки различия CC-штурмманна Ваффен-СС

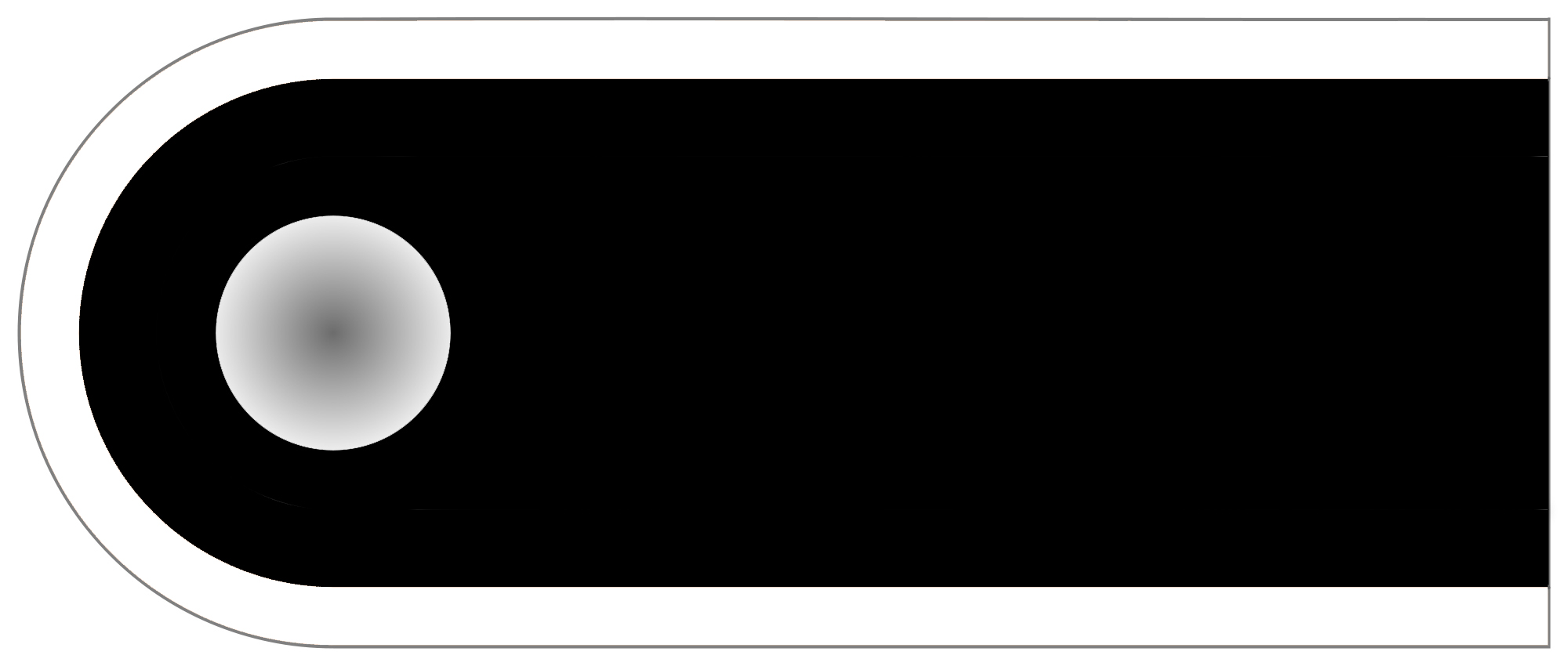
Погон
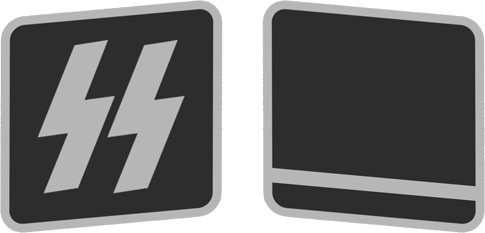
Петлицы
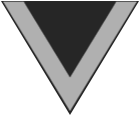
Нарукавный знак